# Red light on wedding night
Red light on wedding night es el 24to episodio de la serie de televisión norteamericana Gilmore Girls.

## Resumen del episodio
Max pasa todo el día con las Gilmore y aprende sus reglas sobre ver televisión o contestar el teléfono, y se queda a dormir con Lorelai, por primera vez, en su casa. La pregunta que él se hace es cuál será su rol con respecto a Rory, algo que ella aún no se había puesto a pensar. Dean y Rory discuten sobre si celebrar la fecha del anterior aniversario, o la del que se reconciliaron, así que terminan teniendo dos fechas al mes para celebrar. Cuando Lorelai y Sookie hablan de la despedida de soltera y el matrimonio de la primera, y Luke las oye, él se pone a criticar los matrimonios. Más tarde, Lorelai, Rory, Sookie, Michel y Miss Patty van a un club para la despedida de soltera de Lorelai y encuentran a Emily, quien había sido invitada por Michel. Emily cuenta lo que sintió antes de casarse con Richard, y emociona a todas, que empiezan a llamar a sus novios, sin embargo Lorelai llama a Christopher y le cuenta sobre su boda, pero a él le extraña el momento en que Lorelai eligió para llamarlo. Luke le hace una pérgola a Lorelai para que la use cuando se case, y le dice que no cree que el matrimonio sea una tontería. Finalmente, Lorelai le dice a Rory que no está segura de casarse con Max.

## Errores
- Cuando Lorelai, Rory y Max están en Luke's para desayunar, las primeras tazas son rojas; luego cambian a azules.
- En la primera temporada Dean le dice a Rory que considera que en el cumpleaños dieciséis de ella comenzó su relación, y en este capítulo dicen que su aniversario antes de haber terminado era el día 24 y no el ocho como el día del cumpleaños de Rory.
- Mientras están probando tartas al principio del capítulo, se ve a Rory probando continuamente la de fresas y sin embargo, cuando la cámara enfoca ese lado de la tarta siempre aparece entero

- Datos: Q5556670

.